# Кайш-ду-Содре (станция метро)
«Ка́йш-ду-Содре́» (порт. Cais do Sodré) — станция Лиссабонского метрополитена. Находится на берегу реки Тежу. Конечная станция Зелёной линии (Линии Каравеллы), расположена рядом со станцией «Байша-Шиаду». Открыта 18 августа 1998 года. Станция имеет пересадку на одноимённый вокзал и на паром. Названа в честь гавани, на берегу которой расположена. Название в переводе с португальского означает «Гавань Содре».

## Описание
Станция оформлена в традиционном для Лиссабонского метрополитена стиле. Стены украшены плиткой с рисунками португальского художника Антониу Дакосты. Рисунок кролика из сказки «Алиса в стране чудес» был нарисован им в 1989 году, однако Дакоста скончался в декабре 1990 года, и его рисунок перенёс на эмаль другой художник — Педру Морайш.
В 2008 году станция и вокзал удостоены архитектурной премии Valmor.

## Галерея
- Декорация стен
- Траволаторы на станции
- Наземный вестибюль